# Parectopa toxomacha
Parectopa toxomacha là một loài bướm đêm thuộc họ Gracillariidae. Loài này có ở New South Wales.
Ấu trùng ăn Pultenaea species, bao gồm Pultenaea daphnoides. Chúng có thể ăn lá nơi chúng làm tổ.